# Tricalysia ferorum
Tricalysia ferorum är en måreväxtart som beskrevs av Elmar Robbrecht. Tricalysia ferorum ingår i släktet Tricalysia och familjen måreväxter.
Artens utbredningsområde är Kamerun. Inga underarter finns listade i Catalogue of Life.